# Rhyacia drueti
Rhyacia drueti är en fjärilsart som beskrevs av Abel Dufrane 1930. Rhyacia drueti ingår i släktet Rhyacia och familjen nattflyn. Inga underarter finns listade.